# Heliosia
Heliosia is een geslacht van vlinders van de familie spinneruilen (Erebidae), uit de onderfamilie Arctiinae.

## Soorten
- H. alba Hampson, 1914
- H. atriplaga Hampson, 1914
- H. aurantia Rothschild, 1912
- H. crocopera Hampson, 1900
- H. charopa Turner, 1904
- H. eurochrysa Hampson, 1914
- H. flava Bang-Haas, 1927
- H. jucunda Walker, 1854
- H. micra Hampson, 1903
- H. monosticta Hampson, 1900
- H. panochra Turner, 1940
- H. perichares Turner, 1944
- H. punctinigra Eecke, 1920
- H. rufa Leech, 1890
- H. suffusus Rothschild, 1913